# Фёдоров, Василий Фёдорович (Герой Советского Союза)
Василий Фёдорович Фёдоров (1912—1982) — лейтенант Рабоче-крестьянской Красной Армии, участник советско-финской войны, Герой Советского Союза (1940).

## Биография
Родился 18 октября 1912 года[по какому календарю?] в деревне Великое Село (ныне — Сланцевский район Ленинградской области).
После окончания пяти классов школы работал в колхозе. В 1934 году был призван на службу в РККА. В 1938 году окончил курсы младших лейтенантов.
Участвовал в боях советско-финской войны, будучи командиром батареи 101-го гаубичного артиллерийского полка 13-й армии Северо-Западного фронта. В период с 8 по 16 февраля 1940 года батарея Фёдорова огнём своих орудий уничтожила 5 финских дотов и приняла активное участие в захвате населённого пункта Тапиола.
Указом Президиума Верховного Совета СССР от 7 апреля 1940 года за «образцовое выполнение боевых заданий командования на фронте борьбы с финской белогвардейщиной и проявленные при этом отвагу и геройство» лейтенант Василий Фёдоров был удостоен высокого звания Героя Советского Союза с вручением ордена Ленина и медали «Золотая Звезда» (№ 472).
После окончания советско-финской войны вышел в отставку по болезни. Проживал и работал в Ленинграде.
Скончался 11 января 1982 года, похоронен на Богословском кладбище (Мечниковская дорожка).

## Награды
- Герой Советского Союза (7 апреля 1940, медаль «Золотая Звезда» № 472)
- орден Ленина (7 апреля 1940);
- орден Красной Звезды (21 марта 1940)[1];
- медали.